# Décembre 1962

## Événements
- Négociations vaines sur le problème du Cachemire entre Nehru et Zulfikar Ali Bhutto qui représente le Pakistan (fin en mai 1963).
- 5 décembre : 
  - L'OTAN se dote de l'arme nucléaire.
  - L'Assemblée de l'Union européenne occidentale se prononce en faveur d’une force nucléaire de l'OTAN.
- 7 décembre, France : remaniement du gouvernement Pompidou.
- 10 décembre : 
  - L'Inde accepte le cessez-le-feu. Elle perd plusieurs territoires, dont celui de l’Aksai Chin (42 735 km2).
    - Après le conflit sino-indien, Nehru est discrédité en Inde, l’Inde sur la scène internationale, et les crédits alloués à la défense sont considérablement augmentés.

  - L’Union soviétique accepte l’installation sur son territoire de stations automatiques destinées au contrôle des essais nucléaires.
- 11 - 18 décembre[1] : premier Congrès international des africanistes au Ghana.
- 14 décembre : 
  - Le paquebot France emmène La Joconde à New York.
  - Victoire électorale des conservateurs blancs du Front rhodésien en Rhodésie du Sud.
- 16 décembre : nouvelle constitution au Népal qui entérine le changement politique. Les partis politiques sont interdits et le système consensuel des panchayat est mis en place. Le roi Mahendra procède à une réforme agraire et supprime les bases légales de la discrimination entre castes.
- 17 décembre : conclusion d’un accord de principe entre la France et la RFA sur la coopération politique, militaire, économique et culturelle.
- 18 décembre (Sénégal) : le Premier ministre Mamadou Dia, accusé par Léopold Sédar Senghor de préparer un coup d’État, est arrêté à son domicile. Il sera condamné à la détention à perpétuité au mois de mai 1963. Il sera libéré en 1974.
- 20 décembre : élection de l’opposant Juan Bosch à la présidence en République dominicaine (début de mandat le 27 février 1963). Sa volonté réformatrice s’avère suicidaire en ces temps d’hystérie anticommuniste.
- 21 décembre, accords de Nassau : les États-Unis fournissent des fusées Polaris au Royaume-Uni.
- 22 décembre : grands froids au Royaume-Uni (fin le 5 mars 1963).
- 26 décembre : traité frontalier sino-mongol[2].
- 28 décembre, France : accord d’entreprise chez Renault. Quatrième semaine de congés payés.
- 29 décembre (Formule 1) : Grand Prix automobile d'Afrique du Sud.
- 31 décembre : dernier spectacle en France du cirque Medrano.

## Naissances
- 2 décembre : Kouassi Kouamé Patrice, personnalité politique ivoirien.
- 5 décembre : Cristina Corrales, animatrice de radio et femme politique bolivienne.
- 6 décembre : Claude Chirac, conseillère en communication.
- 9 décembre : Felicity Huffman, comédienne américaine (série : Desperate housewives).
- 11 décembre : Le Sakyong Mipham Rinpoché, fils aîné du Vidyadhara Chogyam Trungpa Rinpoché, né à Bodh-Gaya en Inde.
- 14 décembre : 
  - Cendrine Dominguez, animatrice et productrice de télévision française.
  - Kathleen Vereecken, auteure belge de livres pour enfants.
  - Adama Bictogo, homme d'affaires et politique ivoirien.
- 16 décembre :
  - Liane Foly, chanteuse française.
  - Maruschka Detmers, actrice néerlandaise.
  - Charly Mottet, coureur cycliste français.
- 17 décembre : Bruno Combes, romancier français.
- 21 décembre :
  - Paella Chimicos, artiste peintre figuration libre.
- 22 décembre :
  - Bertrand Gachot, coureur automobile de F1 franco-belge.
  - Ralph Fiennes, acteur britannique.
- 25 décembre : Jean-Marc Généreux, danseur de salon et chorégraphe québécois.
- 26 décembre :
  - James Kottak, batteur américain du groupe allemand Scorpions.
  - Jean-Marc Ferreri, footballeur français.
- 28 décembre : 
  - Pascal Lévy est un cavalier français de saut d'obstacles.
  - Michel Petrucciani, jazzman français.
- 31 décembre : Heather McCartney, artiste, designeuse et potière américaine.

## Décès
- 8 décembre : Allison Dysart, premier ministre du Nouveau-Brunswick.
- 15 décembre : Charles Laughton, acteur et réalisateur britannique.
- 22 décembre : Solon Earl Low, homme politique et chef du crédit social.
- 28 décembre : Hector Charland, comédien.